# Bau dos Oito Baixos
Bau dos Oito Baixos nome artístico de Sebastião Moraes (Caruaru, 13 de junho de 1939 — ?, 5 de março de 2002) foi um sanfoneiro brasileiro.

## Discografia
- Ai que saudade da mulesta
- Botão Variado, composição de sua autoria,  é considerada um dos instrumentais de maior sucesso para execução por 8 baixos, tendo sido gravada por Abdias dos 8 baixos e alcançado grande sucesso.